# Louis-Jean Garreau
Louis-Jean Garreau est un médecin français, né à Changé, le 16 septembre 1827, et mort à Changé le 5 août 1883. 

## Biographie
Garreau fit ses études médicales à Paris où il fut élève de Briquet, Lenoir, Bichard, Beau, Gibert, etc.  
Il fut reçu interne des hôpitaux de Paris, le premier de sa promotion, le 20 décembre 1852 et passa sa thèse de doctorat le 18 décembre 1856 Des hydatides du poumon. 
Etabli à Laval, il est membre du conseil municipal de 1860 à 1870. Il était membre du comité d'hygiène et de salubrité du département de la Mayenne. Il est chargé du service des blessés de l'Armée de la Loire pendant le passage et le sejour de cette arme à Laval pendant la  guerre franco-allemande de 1870. Il est chevalier de la Légion d'Honneur le 8 septembre 1871.
Il contribua à la fondation de l'éphémère Journal médical de la Mayenne dont le premier numéro parut à Laval le 5 avril 1873. Il y publia : Nouveau moyen à appliquer dans certains cas d'hydrocéphalie (5 avril 1873) ; Àtrésie vaginale, fistule vésico-vaginale (1er juillet 1873). 
Miné par la phtisie, il passa en Algérie l'hiver de 1875 et y écrivit Journal humoristique d'un médecin phtisique, Paris, 1876. Il mourut à Changé le 5 août 1883. 
Les premières expériences de Henri-Pierre Trideau furent confirmées à Laval par le docteur Louis-Jean Garreau.

## Sources partielles
: document utilisé comme source pour la rédaction de cet article..
- « Louis-Jean Garreau », dans Alphonse-Victor Angot et Ferdinand Gaugain, Dictionnaire historique, topographique et biographique de la Mayenne, Laval, A. Goupil, 1900-1910 [détail des éditions] (BNF 34106789, présentation en ligne)
- Paul Delaunay, Vieux médecins mayennais